# Re Orso
Re Orso è un poemetto narrativo (definito dall'autore una fiaba) di Arrigo Boito del 1864. 

## Storia editoriale
La prima versione di Re Orso apparve nella Strenna italiana del 1865. Il poemetto fu ripubblicato nel 1873 dall'editore Bona di Torino, in un'edizione riveduta dall'autore e annotata da Giammartino Arconati-Visconti. Ulteriori modifiche furono apportate nel 1877 e nel 1902, quando Re Orso fu pubblicato, in un unico volume col Libro dei versi, dall'editore torinese Casanova. La versione del 1902 fu l'ultima ad essere rimaneggiata dall'autore e fu poi ristampata negli anni Venti. Nel volume de I Grandi Libri Garzanti del 1979 dedicato alle opere di Boito è presente la versione originale con le modifiche successive in appendice.

## Struttura
Il testo è un polimetro, in cui la lunghezza dei versi cambia di frequente.
Nella descrizione che segue si fa riferimento alla versione originale pubblicata dalla Garzanti nella collana I Grandi Libri.

### Esordio (18 vv.)
Si tratta di un invito ai lettori, specialmente a quelli inclini al meraviglioso e all'orrorifico.

### Leggenda prima:Orso vivo

#### Storie antiche(72 vv.)
Prima dell'anno 1000 vive sull'isola di Creta un re di nome Orso, terribile e lascivo, che si circonda di bestie feroci ed è capace di uccidere i suoi cortigiani per un capriccio. Dopo aver ucciso la sua amante, chiede al doge di Venezia Vitale Candian che gli mandi la più virtuosa tra le fanciulle veneziane perché diventi la sua nuova sposa. Gli viene mandata una giovane ebrea.

#### Spectrum(77 vv.)
Tutte le notti allo stagno nei giardini reali s'ode un canto:
(vv. 4-7)
Re e servitori ne sono atterriti, ma il buffone Papiol risolleva il morale del sovrano coi suoi lazzi.

#### Ligula(119 vv.)
Orso chiama al talamo Oliba, la sua sposa veneziana, ma questa non si muove. Comanda allora al serpente Ligula che gliela rechi: il rettile obbedisce avvolgendo la fanciulla nelle sue spire e deponendola sul letto.

#### Papiol(92 vv.)
Il buffone Papiol è un ometto gobbo ma temibile: porta sempre con sé un ago avvelenato col quale aveva spento dei cortigiani venuti a noia al re.

#### Ago e arpa(54 vv.)
Un troviero canta una serenata; Papiol vorrebbe pungerlo col suo ago ma non vi riesce poiché il cantore è protetto da una cotta di maglia.

#### Trol(50 vv.)
Trol è il cuoco di re Orso. Grosso e brutto, è uno spauracchio per i bambini.

#### Nozze e canzoni(205 vv.)
Nel palazzo di re Orso si tiene il banchetto nuziale, allietato dal vino e dalle facezie di Papiol. Ad un certo punto Orso, che ha notato una certa inquietudine in Oliba, la decapita. Papiol, che doveva uscire da un pasticcio per sorprendere gli ospiti, è morto arrostito al suo interno.

### Intermezzo storico (70 vv.)
L'autore celebra lo splendore del tempo di passaggio dall'Alto al Basso Medioevo.

### Leggenda seconda:Orso morto

#### Un secolo dopo(49 vv.)
Cent'anni dopo il tragico banchetto, Orso è moribondo e un frate al suo capezzale l'esorta a pentirsi.

#### Confessione(36 vv. e una parte in prosa)
Orso rievoca la sera del banchetto: infastidito da un mugugno di cui non capiva la provenienza, in preda ai fumi dell'alcool aveva decapitato ad uno ad uno tutti i convitati, per scoprire alla fine che il responsabile del rumore era Trol, che l'aveva spinto apposta a tali uccisioni. Furibondo col cuoco, gli ordinò di scannarsi ed egli ubbidì. Orso se ne andò dalla sua reggia e visitò tutti i paesi della Terra, ma continuò ad essere perseguitato da quel rumore.
Dopo aver lasciato tutte le sue ricchezze alla Chiesa, chiede di essere imbalsamato e deposto in una bara di cristallo, quindi spira.

#### Litanie(123 vv.)
Il frate salmodia i nomi di demoni e di personaggi storici avvolti da una fama sinistra; un rospo sotto il letto di morte risponde. All'alba, il saio rimane vuoto, rivelando che il frate era anch'egli un demonio.

#### Sudario, bara e lapide(102 vv.)
Al funerale di re Orso, si presenta un cavaliere in una scintillante armatura, che afferma di essere il pronipote del defunto sovrano. Si scopre poi che l'armatura è vuota.

#### Viaggio d'un verme(149 vv.)
Il verme tagliato in due da Orso cent'anni prima si è rigenerato e, dopo la morte del re, si muove lentamente verso il sepolcro del sovrano, giungendovi dopo altri cent'anni.

#### Lapide, bara e sudario(74 vv.)
Il verme incontra uno scarafaggio che gli indica la tomba di re Orso. Per un buchetto entra nel sarcofago e inizia a rodere le carni del cadavere. Da allora il fantasma di re Orso vaga senza requie per il mondo.

### Morale (7 vv.)
L'autore rivendica il proprio diritto ad intrattenere, senza preoccuparsi di fornire una morale nella sua opera.

## Stile
Il critico Mario Lavagetto fa notare che, pur nella sua varietà metrica, la struttura linguistica del poemetto è alquanto regolare, con scarso uso di enjambement tra i versi e di inversione del normale ordine sintattico delle parole. D'altra parte vi è una notevole ricerca lessicale, nel'uso di vocaboli o forme lessicali insoliti.

## Influenze letterarie
Re Orso è citato esplicitamente nel capitolo XIII del romanzo Diceria dell'untore di Gesualdo Bufalino.

## Opere derivate
La cantautrice Margot ha musicato il testo di Boito; la composizione è stata pubblicata su CD nel 2002.
Un reading per voce e basso elettrico è stato realizzato dall'associazione culturale veronese Ustioni e rappresentato per la prima volta nel 2009.
Il compositore Marco Stroppa ha realizzato dal poemetto di Boito un'opera lirica dallo stesso titolo, andata in scena all'Opéra-Comique di Parigi nel maggio 2012.